# Yaylagul Ramazanova
Yaylagül Ramazanova (Bakú, 18 de gener de 1990) és una tiradora amb arc azerbaidjanesa. És la segona arquera del seu país en classificar-se per als Jocs Olímpics després d’Olga Senyuk.

## Trajectòria esportiva
Va iniciar-se en el tir amb arc el 2011. El seu debut a la competició internacional va ser el 2015 als Jocs Europeus disputats a Bakú, on va competir en la modalitat de tir amb arc per equips i va quedar en 16a posició en modalitat per equips i en 61a posició en la modalitat individual. Ramazanova va representar l’Azerbaidjan al Campionat Europeu de tir amb arc de 2019 celebrat a Minsk, on va assolir la 45ena posició. El 2023 va ser l’abanderada del seu país a la cerimònia d’obertura dels Jocs Europeus amb seu a Cracòvia.
El juny de 2024 va aconseguir classificar-se per als Jocs Olímpics de París pels seus resultats al Torneig Mundial de Classificació Olímpica d’Antalya. Va quedar en 31a posició, després de guanyar tres rondes i perdre als quarts de final.A la capital francesa, va participat en la categoria femenina individual. Va aconseguir la 39a posició en la classificació general després de guanyar la primera ronda contra la xinesa An Quixuan i de perdre la segona contra l’alemanya Michelle Kroppen.

## Vida personal
Durant els Jocs Olímpics d'estiu de París 2024 el públic va mostrar-li un suport especial a Ramazanova perquè va competir embarassada de sis mesos i mig.